# 한성훈
한성훈(韓成勳, 1969년 1월 9일 ~ )은 대한민국의 영화 제작 프로듀서이자 색소폰 연주가이다. 현재 영화사 주연이엔디 소속이다.

## 생애
전라북도 정읍시 출생으로 전주 완산고등학교와 공주영상대학교 실용음악과를 졸업하였다. 1992년 영화 수입 제작, 배급사 유호 프로덕션에 공채로 입사하여 제작부장으로 영화계에 입문했다. 2007년부터 충청남도 지역에서 한승헌 색소폰 클럽을 운영하며 색소폰 연주가로 활발히 활동 중이다. 현재 주연이엔디의 제작 프로듀서로 픽업, 야간 업소 색소폰 연주자의 현실과 이상 사이의 갈등과 부정(父情)을 소재로 한 주연이엔디의 장편 상업 영화《대니 보이》(감독 이창열)와 저예산 독립 장편 영화《진실 모독 그리고..》(가제)를 제작, 프로듀싱 중에 있다. 언더 음악계에선 색소폰을 연주하며 노래하는 한승헌, 쏘니한 등의 예명(무대명)으로 많이 알려져 있다.
https://www.youtube.com/watch?v=m9kNb_lkKEQ